# Lázaro Cárdenas 1.ª Sección
Lázaro Cárdenas 1.ª Sección es una localidad del municipio de Centro ubicado en la subregión centro del estado mexicano de Tabasco.

## Geografía
La localidad de Lázaro Cárdenas 1.ª Sección se sitúa en las coordenadas geográficas 18°00′00″N 93°00′16″O / 18.000000, -93.004444, a una elevación de 10 metros sobre el nivel del mar.

## Demografía
Según el Censo de Población y Vivienda 2020, efectuado por el Instituto Nacional de Estadística y Geografía, la localidad de Lázaro Cárdenas 1.ª Sección tiene 1,527 habitantes, de los cuales 754 son del sexo masculino y 773 del sexo femenino. Su tasa de fecundidad es de 2 hijos por mujer y tiene 415 viviendas particulares habitadas.
| Gráfica de evolución demográfica de Lázaro Cárdenas 1.ª Sección entre 1940 y 2020 |
|                                                                                   |
| INEGI.                                                                            |